# NXT TakeOver: WarGames 2020
NXT TakeOver: WarGames (2020) was een professioneel worstel-pay-per-view (PPV) en WWE Network evenement dat georganiseerd werd door WWE voor hun NXT brand. Het was de 32ste editie van NXT TakeOver en vond plaats op 6 december 2020 in het WWE Performance Center, gehost en uitgezonden vanuit het Capitol Wrestling Center (CWC). Het was de vierde evenement onder de TakeOver: WarGames chronologie.

## Matches
| Nr. | Match | Winnaar(s)          | Opmerkingen                                                   | Bron  |
| --- | --- | ------------------- | ------------------------------------------------------------- | ----- |
| 1D  | Legado del Fantasma (Santos Escobar, Raul Mendoza & Joaquin Wilde) vs. Curt Stallion, Ashante "Thee" Adonis & August Grey                       | Legado del Fantasma | 6-man tag team match                                          | [ 2 ] |
| 2   | Team Candice (Candice LeRae, Dakota Kai, Raquel González & Toni Storm) vs. Team Shotzi (Shotzi Blackheart, Ember Moon, Rhea Ripley & Io Shirai) | Team Candice        | WarGames match.                                               | [ 3 ] |
| 3   | Tommaso Ciampa vs. Timothy Thatcher | Tommaso Ciampa      | Een-op-een match.                                             | [ 3 ] |
| 4   | Dexter Lumis vs. Cameron Grimes | Dexter Lumis        | Strap match. Lumis won door submission                        | [ 3 ] |
| 5   | Johnny Gargano vs. Leon Ruff (c) vs. Damian Priest                                                                                              | Johnny Gargano (nc) | Triple Threat match voor het NXT North American Championship. | [ 3 ] |
| 6   | The Undisputed Era (Adam Cole, Kyle O'Reilly, Roderick Strong & Bobby Fish) vs. Team McAfee (Pat McAfee, Pete Dunne, Danny Burch & Oney Lorcan) | The Undisputed Era  | WarGames match.                                               | [ 3 ] |